# Elaphria poliotis
Elaphria poliotis är en fjärilsart som beskrevs av George Francis Hampson 1904. Elaphria poliotis ingår i släktet Elaphria och familjen nattflyn. Inga underarter finns listade i Catalogue of Life.